# Eufairmairia rubridorsata
Eufairmairia rubridorsata är en insektsart som beskrevs av Buckton. Eufairmairia rubridorsata ingår i släktet Eufairmairia och familjen hornstritar. Inga underarter finns listade i Catalogue of Life.